# Tegulaster alba
Tegulaster alba är en sjöstjärneart som först beskrevs av Hubert Lyman Clark 1938.  Tegulaster alba ingår i släktet Tegulaster och familjen Asterinidae. Inga underarter finns listade i Catalogue of Life.